# أرشيبالد جونستون
أرشيبالد جونستون (بالإنجليزية: Archibald Johnstone)‏ هو سياسي كندي، ولد في 12 يونيو 1924 في كندا، وتوفي في 8 نوفمبر 2014 في نفس البلد. حزبياً، نشط في الحزب الليبرالي الكندي. وقد انتخب عضو مجلس الشيوخ الكندي.